# Підгайцівська сільська територіальна громада
Підгайцівська сільська територіальна громада — територіальна громада в Україні, в Луцькому районі Волинської області. Адміністративний центр — село Підгайці.
Площа громади — 82,3 км², населення — 8363 мешканці (2018) (без приєднаної сільради).
Утворена 7 березня 2018 року шляхом об'єднання Лищенської та Підгайцівської сільських рад Луцького району.
У 2019 році до громади добровільно приєдналась Романівська сільська рада Луцького району.
У 2020 році в Підгайцівська ОТГ стала однією з найзаможніших громад Волині.
У травні 2021 року Підгайцівська громада отримала свій власний логотип. В його основі лежить гасло «Сила в об'єднанні».

## Населені пункти
До складу громади входять 20 сіл: Борохів, Ботин, Верхівка, Веснянка, Вишнів, Воротнів, Гаразджа, Діброва, Звірів, Крупа, Липини, Лище, Новокотів, Олександрія, Пальче, Підгайці, Піддубці, Романів, Струмівка та Хорлупи.